# Mario Paint
Mario Paint (マリオペイント, Mario Peinto) é um jogo eletrônico de desenho de 1992 para o Super Nintendo Entertainment System. Ele foi lançado junto com o acessório Super NES Mouse. Foi desenvolvido pela Nintendo e a Intelligent Systems.
Mario Paint é um dos jogos mais vendidos do SNES, com 2,3 milhões de cópias vendidas. Em 2006, foi classificado como o 162º melhor jogo feito para um sistema Nintendo na lista de 200 jogos da Nintendo Power. Em 2014, a IGN classificou-o como o 105º melhor jogo da Nintendo em sua lista dos 125 melhores jogos da Nintendo de todos os tempos. O editor Peer Schneider citou a "interface inteligente e lúdica" do jogo como um game changer e comentou que "Isso efetivamente apagou as barreiras entre criar e jogar, tornando-o um dos jogos mais memoráveis e únicos já lançados em um console."